# Alejandro Izaguirre
Alejandro Izaguirre Angelli (Valencia, Carabobo - Ídem, 2012) fue un político venezolano. Fue senador y secretario general del partido Acción Democrática (AD), ejerciendo también como ministro de Relaciones Interiores y director de la Dirección de los Servicios de Inteligencia (DISIP) durante el segundo gobierno de Carlos Andrés Pérez.

## Biografía
Durante la dictadura de Marcos Pérez Jiménez, Alejandro Izaguirre fue detenido y encarcelado en San Fernando de Atabapo por dos años. Después de esto se fue al exilio en Panamá, México, Costa Rica y España.

### Secretario general de AD
Izaguirre fue secretario general del partido Acción Democrática durante la década de 1980.

### Ministro de Interior y director de la DISIP
Fue nombrado ministro de Relaciones Interiores y director de la Dirección de los Servicios de Inteligencia (DISIP) por Carlos Andrés Pérez, siendo uno de los únicos dos ministros consensuados con su partido AD.
Izaguirre fue el ministro de relaciones interiores de Carlos Andrés Pérez durante el Caracazo. En la tarde del 27 de febrero de 1989, durante el inicio de los disturbios, ofreció un mensaje televisado en el que el gobierno intentó anunciar que la situación estaba controlada, pero no pudo concluir su intervención, diciendo «no puedo» y retirándose de la pantalla.
En una protesta en Caracas contra el gobierno el 20 de octubre de 1991 fueron asesinadas tres personas, entre ellos, dos estudiantes menores de edad, lo que terminó en la detención de cinco policías. Amnistía Internacional denunció los crímenes, manifestando «honda preocupación por la muerte de tres personas el 20 de noviembre de 1991 en circunstancias que hacen pensar que fueron víctimas de ejecución extrajudicial».

### Juicio e indulto
En 1993 comenzó un juicio contra él, acusado por corrupción, siendo investigado por la Corte Suprema de Justicia. Izaguirre se declaró inocente. La Corte ordenó su detención el 18 de mayo de 1994 por los delitos de «malversación genérica y peculado doloso propio», junto a Carlos Andrés Pérez y el ministro Reinaldo Figueredo, así como otras tres personas. Izaguirre fue llevado a la cárcel El Junquito.
Figueredo pasó a arresto domiciliario por su edad hasta la Navidad del 24 de diciembre de 1994, cuando el presidente Rafael Caldera le dio un indulto, lo que Izaguirre agradeció, pero el expresidente CAP denunció como «una intromisión política en el poder judicial» durante su juicio. En 1996 la Corte le ordenó «restituir, reparar o indemnizar los perjuicios inferidos al patrimonio público».
Izaguirre falleció en su ciudad natal, Valencia, en 2012.